# Qualea rosea
Qualea rosea ist ein Baum in der Familie der Vochysiaceae aus dem nördlichen Brasilien, Suriname und Französisch-Guayana.

## Beschreibung
Qualea rosea wächst als Baum bis etwa 45 Meter hoch. Die relativ glatte, gräuliche bis bräunliche Borke ist leicht rissig bis feinschuppig.
Die einfachen, ledrigen und kahlen Laubblätter sind gegenständig und kurz gestielt. Sie sind ganzrandig, eiförmig bis elliptisch und bespitzt oder spitz bis zugespitzt. Die Basis ist abgerundet bis stumpf. Die Blätter sind etwa 7–11 Zentimeter lang und der kurze Blattstiel 7–15 Millimeter. Die Nervatur ist sehr fein gefiedert und die Mittelader ist unterseits minimal geflügelt. Es sind kleine Nebenblätter vorhanden, die manchmal zu Drüsen umgewandelt sind, oder sie sind entwickelt und von extrafloralen Nektarien begleitet.
Es werden wenigblütige, end- oder achselständige und rispige Blütenstände gebildet. Die gestielten Blüten mit doppelter Blütenhülle sind duftend. Der kurz verwachsene Kelch ist ungleich fünflappig, der größte Lappen ist gespornt und außen seidig behaart und innen kahl und rosa. Die kleineren vier Lappen sind feinflaumig. Es ist ein großes, weiß-gelbes (oder nach anderer Quelle; weiß, mit rot, gelber Basis) und verkehrt-herzförmiges Kronblatt und nur ein Staubblatt vorhanden. Es sind noch 2 Staminodien und 2 kleine, stark reduzierte Petalen vorhanden. Der dreikammerige, behaarte Fruchtknoten ist oberständig, der Griffel ist an der Basis haarig.
Es werden vielsamige, lokulizidale und kahle, dunkelbraune, ellipsoide Kapselfrüchte mit einem holzigen, dicken Exo- und dünnerem, holzigen und glatten Endokarp gebildet. Sie sind bis 9 Zentimeter groß und die Samen sind einseitig geflügelt. Die Samen sind behaart und der Flügel wird aus den Samenhaaren gebildet.

## Taxonomie
Die Erstbeschreibung erfolgte 1775 durch Jean Baptiste Christophe Fusée Aublet in  Hist. Pl. Guiane 1: 5. Synonyme sind Qualea melinonii P.Beckm. und Qualea violacea Mart. & Zucc. ex Schult.

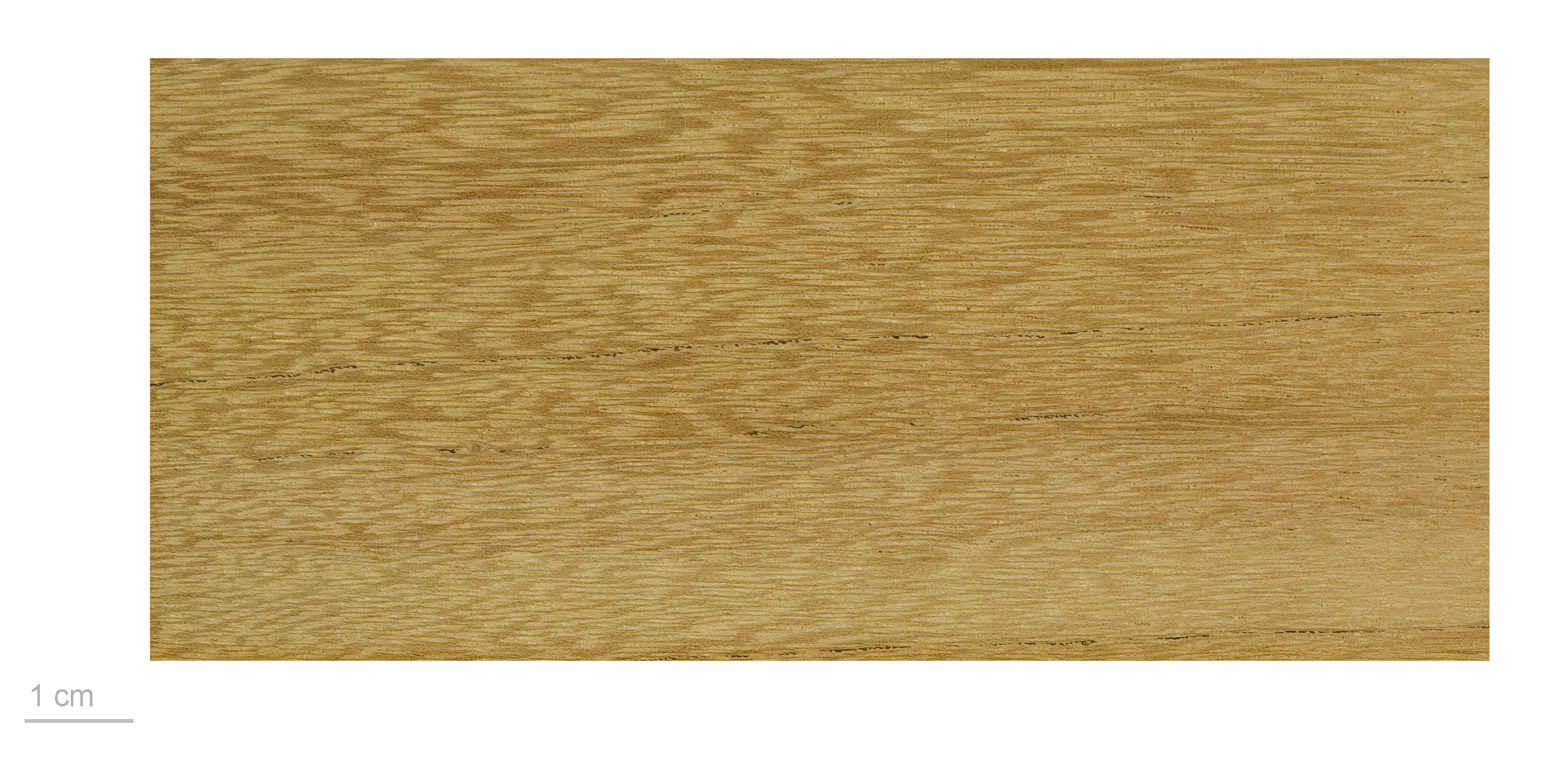
Holz

## Verwendung
Das mittelschwere, moderat beständige und harte Holz wird für einige Anwendungen genutzt. Es ist bekannt als Mandioqueira oder (Mountain) Gronfo(e)loe, Gonfolo (Rose).